# John Thadeus Delane
John Thadeus Delane, född 11 oktober 1817, död 22 november 1879, var en brittisk publicist.
Delane var chefredaktör för The Times 1841-1877. Delane förskaffade den redan mäktiga tidningen världspolitiskt inflytande och var på sin tid Storbritanniens ledande publicist. Till sin politiska uppfattning var han liberal, men försökte höja tidningarna över partierna och verkade på samma gång för en oberoende och stark regeringsmakt.